# 641
Năm 641 là một năm trong lịch Julius. 